# スダンナユズユリー
スダンナユズユリーは、日本の女性3人組ヒップホップグループ。2016年から2020年まで活動していた。所属事務所はLDH JAPAN。レーベルはrhythm zone。

## 略歴
2016年
- 11月9日、『Happiness LIVE TOUR 2016 GIRLZ N' EFFECT』初日に結成を発表。同ツアーに参加し活動を開始する[1]。
- 11月26日、CDデビューの決定を発表[2]。

2017年
- 3月1日、シングル「OH BOY」でデビュー[2]。

2020年
- 12月15日、YURINOと須田が年内をもって所属事務所を退社することを発表。それに伴いグループも年内をもって解散することを発表[3]。
- 12月28日、配信ライブ『LIVE×ONLINE BEYOND THE BORDER』を最後に解散した[4]。

## メンバー
- YURINO（E-girls、Happiness） - MC
- 須田アンナ（E-girls、Happiness） - MC
- 武部柚那（E-girls） - ボーカル

## 作品
順位はオリコン週間ランキングの最高位

### シングル
|   | 発売日       | タイトル    | 順位 |
| - | ------------ | ----------- | ---- |
| 1 | 2017年3月1日 | OH BOY      | 3位  |
| 2 | 2017年8月9日 | CALL ME NOW | 6位  |

### 配信シングル
|   | 発売日         | タイトル       |
| - | -------------- | -------------- |
| 1 | 2019年1月9日   | LOOK AT ME NOW |
| 2 | 2019年10月10日 | MAGIC TIME     |

### アルバム
|   | 発売日       | タイトル | 順位 |
| - | ------------ | -------- | ---- |
| 1 | 2019年3月6日 | SYY      | 20位 |

### コンプリートアルバム
|   | 発売日         | タイトル  | 順位 |
| - | -------------- | --------- | ---- |
| 1 | 2020年12月28日 | THANK YOU | 40位 |

### 連載
- smart「#SYYB」（2017年6月号 - 2021年2月号）

### 書籍
- スダンナユズユリーマガジン「SYYM」（2019年3月14日、宝島社）ISBN 978-4-8002-9155-4 [6]

## タイアップ
| 曲名       | タイアップ                                                                    | 収録作品                   |
| ---------- | ----------------------------------------------------------------------------- | -------------------------- |
| ハピゴラ!  | GYAO!ドラマ『ハピゴラ!』主題歌                                                | 1stアルバム『SYY』         |
| MAGIC TIME | ガンダムチャンネルアニメ『ガンダムビルドダイバーズRe:RISE』エンディングテーマ | 配信シングル「MAGIC TIME」 |

## ライブ

### 合同
- E.G. POWER 2019 〜POWER to the DOME〜（2019年2月22日 - 5月25日）

### 参加
- Happiness LIVE TOUR 2016 GIRLZ N' EFFECT（2016年11月9日 - 2017年1月17日）

### 配信
- LIVE×ONLINE IMAGINATION（2020年9月25日、ABEMA）
- LIVE×ONLINE BEYOND THE BORDER（2020年12月28日、ABEMA）